# Lupoaia, Sălaj
Lupoaia (în maghiară: Farkasmező) este un sat în comuna Creaca din județul Sălaj, Transilvania, România.